# Manuel Bertrand i Mata
Manuel Bertrand i Mata (Barcelona, 31 de març de 1905 - Barcelona, 24 d'abril de 1963) fou un industrial cotoner, fill d'Eusebi Bertrand i Serra.
Va succeir el seu pare en la propietat de Tèxtils Bertrand Serra SA, en les pitjors èpoques de la postguerra. Als anys seixanta la indústria tèxtil catalana entra en crisi, l'autarquia que havia seguit a la guerra civil havia perllongat artificialment un sistemes de producció que no es van modernitzar.
Presidí la Caixa de Jubilacions i Subsidis dels Treballadors de la Indústria Tèxtil (1946-1963). Va aconseguir que el govern franquista pagués el primer subsidi d'atur als obrers afectats pel tancament de fàbriques per la manca de cotó. A partir del 1959 formà part de la Comissió Especial del Pla de Reestructuració de la Indústria Tèxtil Cotonera. Presidí, també com el seu pare, la Catalana de Gas i Electricitat i fou conseller del Banco de España i del Banco Hispano Americano.